# 夢占いについて
『夢占いについて』（ゆめうらないについて、希: Περὶ τῆς καθ᾽ ὕπνον μαντικῆς、羅: De divinatione per somnum、英: On Divination in Sleep）とは、アリストテレス名義の自然学短篇著作の1つであり、『自然学小論集』を構成する7篇の内の1つ。

## 構成
全2章から成る。
- 第1章 - 予知を与えるものを神とすることの当否。夢は原因かしるしか偶然の一致か。
- 第2章 - 予知を与えるものは超自然的。夢が成就しない場合。予知が知者に起こらない理由。予知が成就する場合。夢の巧みな判別者。

## 日本語訳
- 『アリストテレス全集6』 岩波書店、1968年